# 灰岩黄芩
灰岩黄芩（学名：Scutellaria forrestii）为唇形科黄芩属下的一个变种。

## 扩展阅读
維基物種上的相關：灰岩黄芩